# Klaarwakker Kristel
Klaarwakker Kristel was een radioprogramma van BNN dat werd uitgezonden op 3FM. De presentatie was dagelijks in handen van Kristel van Eijk. Het programma was te horen van maandag t/m donderdag tussen 4.00 en 6.00 uur. Op vrijdag wordt dit tijdslot ingevuld door Roosmarijn Reijmer met haar programma Roosmarijn.
Het programma richtte zich vooral op de mensen die al heel vroeg opstaan om naar het werk te gaan of mensen die nachtdiensten draaien. Echte items had het programma niet en als die er al waren, dan hadden ze altijd met muziek te maken.
De eerste uitzending was op maandag 4 januari 2010.
In de eerste week van april 2010 stopte het programma en is Kristel verhuisd naar Q-Music. Op hetzelfde tijdstip was vanaf toen Bert van Lent te horen met het programma TurbuLent. 